# Palermo Ladies Open 2023
Palermo Ladies Open 2023, oficiálně 34^Palermo Ladies Open, byl tenisový turnaj na ženském profesionálním okruhu WTA Tour, hraný v Country Time Clubu. Třicátý první ročník Palermo Ladies Open probíhal mezi 17. až 23. červencem 2023 v italském Palermu na otevřených antukových dvorcích. 
Turnaj dotovaný 225 480 eur patřil do kategorie WTA 250. Nejvýše nasazenou singlistkou stala jedenáctá tenistka světa Darja Kasatkinová, kterou ve čtvrtfinále vyřadila Italka Jasmine Paoliniová. Jako poslední přímá účastnice do dvouhry nastoupila francouzská 103. hráčka žebříčku Clara Burelová.
V důsledku invaze Ruska na Ukrajinu na konci února 2022 řídící organizace tenisu ATP, WTA a ITF s grandslamy rozhodly, že ruští a běloruští tenisté mohli dále na okruzích startovat, ale do odvolání nikoli pod vlajkami Ruska a Běloruska.
První kariérní titul na okruhu WTA Tour vybojovala 20letá Číňanka Čeng Čchin-wen, když ovládla dvouhru. Stala se tak jedenáctou čínskou vítězkou dvouhry v historii WTA. Čtyřhru ovládly turnajové jedničky Jana Sizikovová a Kimberley Zimmermannová, které získaly premiérovou společnou trofej.

## Rozdělení bodů a finančních odměn

### Rozdělení bodů
| Soutěž      | Soutěž      | vítězové | finalisté | semifinalisté | čtvrtfinalisté | 16 v kole | 32 v kole | Q  | Q2 | Q1 |
| ----------- | ----------- | -------- | --------- | ------------- | -------------- | --------- | --------- | -- | -- | -- |
| dvouhra žen | [ 1 ] [ 6 ] | 280      | 180       | 110           | 60             | 30        | 1         | 18 | 12 | 1  |
| čtyřhra žen | [ 7 ]       | 280      | 180       | 110           | 60             | 1         | —         | —  | —  | —  |

### Finanční odměny
| Soutěž                                | Soutěž      | vítězové | finalisté | semifinalisté | čtvrtfinalisté | 16 v kole | 32 v kole | Q2      | Q1      |
| ------------------------------------- | ----------- | -------- | --------- | ------------- | -------------- | --------- | --------- | ------- | ------- |
| dvouhra žen                           | [ 1 ] [ 6 ] | 29 760 € | 17 590 €  | 9 810 €       | 5 580 €        | 3 410 €   | 2 438 €   | 1 804 € | 1 164 € |
| čtyřhra žen                           | [ 7 ]       | 10 820 € | 6 090 €   | 3 504 €       | 2 086 €        | 1 606 €   | —         | —       | —       |
| částka ve čtyřhrách je uvedena na pár |             |          |           |               |                |           |           |         |         |

## Ženská dvouhra

### Nasazení
| Stát                            | Hráčka                   | WTA | Nasazení |
| ------------------------------- | ------------------------ | --- | -------- |
|                                 | Darja Kasatkinová        | 10. | 1.       |
| Čína                            | Čeng Čchin-wen           | 25. | 2.       |
| Egypt                           | Majar Šarífová           | 31. | 3.       |
| Itálie                          | Elisabetta Cocciarettová | 43. | 4.       |
| Itálie                          | Jasmine Paoliniová       | 44. | 5.       |
| Itálie                          | Lucia Bronzettiová       | 47. | 6.       |
| USA                             | Emma Navarrová           | 55. | 7.       |
| Rakousko                        | Julia Grabherová         | 58. | 8.       |
| Žebříček WTA k 3. červenci 2023 |                          |     |          |

### Jiné formy účasti
Následující hráčky obdržely divokou kartu do hlavní soutěže: 
- Fiona Ferrová
- Camilla Rosatellová
- Čeng Čchin-wen

Následující hráčky postoupily z kvalifikace:
- Tessah Andrianjafitrimová
- Nuria Brancacciová
- Tatiana Prozorovová
- Mia Ristićová
- Eva Vedderová
- Aurora Zantedeschiová

Následující hráčky postoupily z kvalifikace jako šťastné poražené:
- Francesca Curmiová
- Sofja Lansereová

### Odhlášení
před zahájením turnaje
- Anna-Lena Friedsamová → nahradila ji  Francesca Curmiová
- Elizabeth Mandliková → nahradila ji   Sofja Lansereová
- Alycia Parksová → nahradila ji  Viktorija Golubicová
- Elina Svitolinová → nahradila ji  Dajana Jastremská
- Ajla Tomljanovićová → nahradila ji   Erika Andrejevová

## Ženská čtyřhra

### Nasazení
| Stát                                                                        | Hráčka           | Stát             | Hráčka                  | WTA  | Nasazení |
| --------------------------------------------------------------------------- | ---------------- | ---------------- | ----------------------- | ---- | -------- |
|                                                                             | Jana Sizikovová  | Belgie           | Kimberley Zimmermannová | 90.  | 1.       |
| Estonsko                                                                    | Ingrid Neelová   | Čínská Tchaj-pej | Wu Fang-sien            | 114. | 2.       |
| Španělsko                                                                   | Cristina Bucșová | Nizozemsko       | Bibiane Schoofsová      | 172. | 3.       |
| Venezuela                                                                   | Andrea Gámizová  | Nizozemsko       | Eva Vedderová           | 198. | 4.       |
| Žebříček WTA k 3. červenci 2023; číslo je součtem umístění obou členek páru |                  |                  |                         |      |          |

### Odhlášení
před zahájením turnaje
- Anna-Lena Friedsamová /  Arantxa Rusová → nahradily je  Nigina Abduraimovová /   Sofja Lansereová
- Ankita Rainová /  Prarthana Thombareová → nahradily je  Sara Erraniová /  Jasmine Paoliniová

## Přehled finále

### Ženská dvouhra
- Čeng Čchin-wen vs.  Jasmine Paoliniová, 6–4, 1–6, 6–1

### Ženská čtyřhra
- Jana Sizikovová /  Kimberley Zimmermannová vs.  Angelica Moratelliová /  Camilla Rosatellová, 6–2, 6–4